# Aram Mattioli
Aram Mattioli (ur. 21 stycznia 1961 w Zurychu) – szwajcarski historyk. Studiował historię i filozofię na Uniwersytecie Bazylejskim; studia ukończył w 1993.
Po uzyskaniu habilitacji został zatrudniony w 1999 na Uniwersytecie w Luzernie.

## Publikacje
- Zwischen Demokratie und totalitärer Diktatur. Gonzague de Reynold und die Tradition der autoritären Rechten in der Schweiz. Orell Füssli, Zürich 1994, ISBN 3-280-02193-6
- Intellektuelle von rechts. Ideologie und Politik in der Schweiz 1918–1939 (jako redaktor). Orell Füssli, Zürich 1995, ISBN 3-280-02324-6
- Antisemitismus in der Schweiz 1848–1960. Orell Füssli, Zürich 1998, ISBN 3-280-02329-7
- Katholischer Antisemitismus im 19. Jahrhundert. Ursachen und Traditionen im internationalen Vergleich (współredakcja z Olafem Blaschke). Orell Füssli, Zürich 2000, ISBN 3-280-02806-X
- „Eine höhere Bildung thut in unserem Vaterlande Noth.“ Steinige Wege vom Jesuitenkollegium zur Hochschule Luzern (współautor: Markus Ries). Chronos, Zürich 2000, ISBN 3-905313-48-0
- Jacob Burckhardt und die Grenzen der Humanität. Bibliothek der Provinz, Weitra 2001, ISBN 3-901862-11-0
- Intoleranz im Zeitalter der Revolutionen. Europa 1770–1848 (współredakcja). Orell Füssli, Zürich 2004, ISBN 3-280-06012-5
- Experimentierfeld der Gewalt. Der Abessinienkrieg und seine internationale Bedeutung 1935–1941; przedmowa: Angelo Del Boca. Orell Füssli, Zürich 2005, ISBN 3-280-06062-1.
- Für den Faschismus bauen. Architektur und Städtebau im Italien Mussolinis (współredakcja z Gerladem Steinacherem). Orell Füssli, Zürich 2009. ISBN 978-3-280-06115-2
- »Viva Mussolini«. Die Aufwertung des Faschismus im Italien Berlusconis. Ferdinand Schöningh, Paderborn 2010, ISBN 978-3-506-76912-1